# Nunatak Hanza
Nunatak Hanza är en nunatak i Antarktis. Den ligger i Västantarktis. Argentina, Chile och Storbritannien gör anspråk på området. Toppen på Nunatak Hanza är 45 meter över havet.
Terrängen runt Nunatak Hanza är kuperad åt sydost, men åt nordväst är den platt. Trakten är obefolkad. Det finns inga samhällen i närheten.